# Дубове (Звољен)
Дубове (слч. Dubové) насељено је мјесто са административним статусом сеоске општине (слч. obec) у округу Звољен, у Банскобистричком крају, Словачка Република.

## Становништво
| Година:    | 1994. | 2004.   | 2014.    | 2024.    |
| ---------- | ----- | ------- | -------- | -------- |
| Број људи: | 244   | 235     | 273      | 385      |
| Разлика:   |       | -3,68 % | +16,17 % | +41,02 % |

| Година:    | 2023. | 2024.   |
| ---------- | ----- | ------- |
| Број људи: | 373   | 385     |
| Разлика:   |       | +3,21 % |

Према подацима о броју становника из 2011. године насеље је имало 260 становника.